# Castell de Sant Iscle (Serra de Daró)
El Castell de Sant Iscle és un castell termenat al municipi de Serra de Daró (Baix Empordà) declarat bé cultural d'interès nacional.
Li resta una notable torre rodona (12 m.), el basament d'una altra i murs de defensa prop l'actual cementiri. Els elements conservats de l'antiga fortificació de Sant Iscle d'Empordà són bàsicament fragments de muralla i les restes de dues torres cilíndriques, a més dels murs de fortificació de l'església. El tram de muralla es troba darrere l'absis de l'església, i actualment serveix de mur de contenció. Conserva les espitlleres i és fet amb pedres irregulars,. Una de les dues torres conservades es troba en part amagada per una masia del nucli; és de planta circular i té uns quatre metres d'alçària. Tanmateix, l'element més remarcable pel seu bon estat de conservació és la torre cilíndrica que configura la imatge característica de Sant Iscle. Situada en l'era d'un mas, té uns 12 metres d'alt, restes d'espitlleres i carreus ben escairats i en disposició regular. El castell de Sant Iscle apareix documentat documentat el 1271, com a propietat dels comtes d'Empúries. Al segle xv va passar a mans de la família Margarit i posteriorment als Senesterra.